# Cuscuta purpusii
Cuscuta purpusii är en vindeväxtart som beskrevs av Truman George Yuncker. Cuscuta purpusii ingår i släktet snärjor, och familjen vindeväxter. Inga underarter finns listade i Catalogue of Life.